# Katastrofa samolotu Suchoj Superjet 100 w Indonezji
Katastrofa samolotu Suchoj Superjet 100 w Indonezji – wydarzyła się 9 maja 2012. Suchoj Superjet 100 producenta Suchoj, lecący w locie pokazowym w Dżakarcie, rozbił się w trakcie lotu o skalisko wulkanu Salak w Indonezji. W wyniku katastrofy lotniczej zginęło 45 osób (wszyscy na pokładzie).

## Samolot
Katastrofie uległ Suchoj Superjet 100 (numer: 97004) wyprodukowany w 2009 roku. W chwili katastrofy miał ponad 800 godzin nalotu. SuperJet 100 jest pierwszym samolotem pasażerskim opracowanym w Rosji po upadku Związku Radzieckiego.

## Przebieg wydarzeń
O godzinie 14:00 czasu lokalnego (07:00 UTC), SSJ-100 wystartował z lotniska Bandara Halim Perdanakusuma w drugi w tym dniu lot demonstracyjny. O godzinie 14:21, 21 minut po starcie, samolot SSJ 100 zniknął z radarów. Została wszczęta akcja ratunkowa, którą trzeba było przerwać z powodu niekorzystnych warunków pogodowych. Początkowo spekulowano odnośnie do możliwych przyczyn braku kontaktu z załogą; telefony komórkowe pasażerów były aktywne, ale nikt ich nie odbierał, co sugerowało porwanie lub wodowanie. 10 maja 2012 wznowiono poszukiwania, w wyniku których na zboczu wulkanu Mount Salak na południe od Dżakarty, na wysokości około 1800 metrów, załogi helikopterów ratunkowych dostrzegły szczątki samolotu. W katastrofie zginęło 45 osób.
Końcowy raport indonezyjskiej komisji (z dnia 18 grudnia 2012) wykazał, że wypadek został spowodowany przez członków załogi, która zignorowala ostrzeżenie „terrain ahead”, które uznała za wynik błędnego wprowadzenia parametrów do bazy danych. Załoga wyłączyła system ostrzegania, nie zdając sobie sprawy z bliskości góry Mount Salak. W momencie uderzenia w zbocze załoga, łącznie z kapitanem, była pochłonięta rozmowami z potencjalnymi klientami.

## Narodowości ofiar katastrofy
| Kraj              | Pasażerowie | Załoga | Razem |
| ----------------- | ----------- | ------ | ----- |
| Indonezja         | 35          | -      | 35    |
| Rosja             | -           | 8      | 8     |
| Francja           | 1           | -      | 1     |
| Stany Zjednoczone | 1           | -      | 1     |
| Razem             | 37          | 8      | 45    |

## Następstwa
W 2018 roku kanał National Geographic poświęcił katastrofie odcinek kanadyjskiego serialu „Katastrofa w przestworzach” pt. „Tragedia na zboczu wulkanu”.